# Rezbarți, Kărdjali
Rezbarți (în bulgară Резбарци) este un sat în comuna Kărdjali, regiunea Kărdjali,  Bulgaria. 

## Demografie
Componența etnică a satului Rezbarți
     Turci (42,95%)
     Bulgari (38,21%)
     Nicio identificare (18,82%)
     Altele (0%)
La recensământul din 2011, populația satului Rezbarți era de 696 locuitori. Nu există o etnie majoritară, locuitorii fiind turci (42,95%) și bulgari (38,21%). Pentru 18,82% din locuitori nu este cunoscută apartenența etnică.